# Барон Стэнли
Барон Стэнли (англ. Baron Stanley) — английский пэрский титул, известный с XV века. В настоящий момент титул находится в состоянии ожидания владельца.

## История
Титул был создан 15 января 1456 года, когда Томас (I) Стэнли, король острова Мэн, был вызван в Палату Лордов как 1-й барон Стэнли. Его сын, Томас (II) Стэнли, был отчимом короля Генриха VII, получив от взошедшего в 1485 году на престол пасынка титул графа Дерби.
Внук 1-го графа Дерби, Томас Стэнли, после смерти матери в 1514 году унаследовал ещё и титулы баронов Стрейнджа и Моэна.
16 апреля 1594 умер Фердинандо Стэнли, 5-й граф Дерби и 6-й барон Стэнли. Он оставил только дочерей. Титул графа Дерби унаследовал его младший брат Уильям, однако титулы баронов Стэнли, Стренджа и Моэна он не получил, они оказались в состоянии ожидания владельца.
В 1920 году Эдит Мод Эбни-Гастингс (позже — 12-я графиня Лоудаун), которая была потомком Фердинандо Стэнли, подала петицию о восстановлении находящихся в состоянии ожидания титулов барона Стэнли и Стренджа. Петиция была удовлетворена, в результате чего Эдит 7 марта 1921 года получила титул баронессы Стэнли, а её сестра Элизабет получила титул баронессы Стрэндж. Графиня Лоудаун оставила только дочерей, между которыми и были разделены её владения после её смерти в 1960 году, а титул барона Стэнли опять оказался в состоянии ожидания владельца.

## Бароны Стенли
- 1456—1459: Томас (I) Стэнли (ок. 1405 — 20 февраля 1459), король острова Мэн (Томас I) с 1437, 1-й барон Стэнли с 1556, наместник Ирландии в 1431—1436[4]
- 1459—1504: Томас (II) Стэнли (1435 — 29 июля 1504), король острова Мэн (Томас II) и 2-й барон Стэнли с 1459, лорд Верховный констебль Англии с 1485, 1-й граф Дерби с 1485, сын предыдущего[5]
- 1504—1521: Томас Стэнли (до 1485 — 23 мая 1521), 2-й граф Дерби, 3-й барон Стэнли и 1-й лорд Мэна с 1504, 10-й барон Стрэндж из Нокина и 6-й барон Моэн с 1514, внук предыдущего[6]
- 1521—1572: Эдвард Стэнли (10 мая 1509 — 24 октября 1572), 3-й граф Дерби, 4-й барон Стэнли, 2-й лорд Мэна, 11-й барон Стрэндж из Нокина и 7-й барон Моэн с 1521, сын предыдущего[7]
- 1572—1593: Генри Стэнли (сентябрь 1531 — 25 сентября 1593), 4-й граф Дерби, 5-й барон Стэнли, 3-й лорд Мэна, 12-й барон Стрэндж из Нокина и 8-й барон Моэн с 1572, сын предыдущего[8]
- 1593—1594: Фердинандо Стэнли (1559 — 16 апреля 1594), 5-й граф Дерби, 6-й барон Стэнли, 4-й лорд Мэна, 13-й барон Стрэндж из Нокина и 9-й барон Моэн с 1593, сын предыдущего[9]
- 1594—1921: титул в состоянии ожидания владельца
- 1921—1960: Эдит Мод Эбней-Гастингс (13 мая 1883 — 24 февраля 1960), 12-я графиня Лоудаун, 13-я баронесса Кэмпбелл из Лоудауна и 12-я баронесса Тарринзен и Мохлин с 1923[10], 7-я баронесса Стэнли с 1921, 23-я баронесса Бутри и 2-я баронесса Гастингс с 1921
- с 1960: титул в состоянии ожидания владельца